# Poney des Lofoten
Pour les articles homonymes, voir Lofoten.
Le poney des Lofoten est une race de chevaux originaire des Îles Lofoten en Norvège, désormais éteinte.

## Histoire
Différents auteurs, dont l'anglais Charles Evelyn Graham Hope et l'autrice tchèque Helena Kholová, lui attribuent la même origine que le poney Shetland. Comme ce dernier, il s'est en effet adapté aux rigueurs d'un environnement insulaire. En 1973, Barbara Van Tuyl lui attribue pour ancêtre le Tarpan ; Daphne Machin Goodall le rattache aussi au groupe du Tarpan en 1977.
L'existence de cette race est mentionnée à la fin du XIXe siècle. Elle est présumée avoir disparu en 1897.

## Description

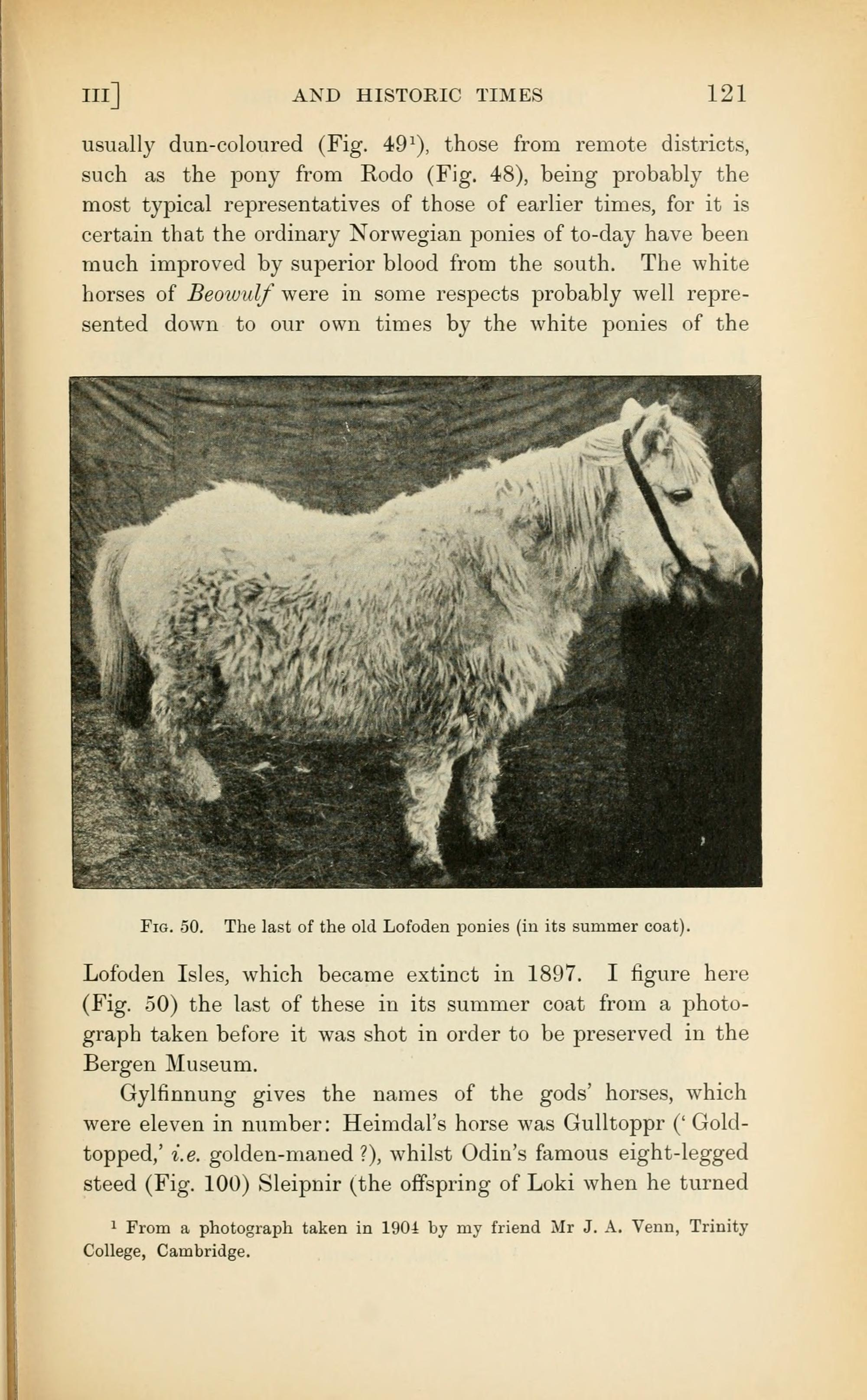
Le dernier poney des Lofoten connu, lors de l'extinction de la race en 1897.

Il fait partie du groupe des poneys nordiques de Scandinavie et de la Baltique, mais il est aussi rapproché des poneys des montagnes et des landes britanniques, ou encore des races Konik et Huçul, descendantes du Tarpan, et du poney Iakoute. Il est apparenté au Nordlandshest, qui provient peut-être du croisement entre le Lofoten et le Lynghest,. Il est également proche du Porsanger et du Uteganger. 
La taille est généralement de 1,30  à   1,40 m, mais peut s'étendre de 1,24  à   1,45 m.
Le modèle est solide et râblé. 

### Robe
Les informations à propos de la robe sont contradictoires.
Selon Helena Kholová, il porte généralement une robe noire. Pour Graham Hopes, la robe peut être de différentes couleurs, excepté le gris. Le dernier poney des Lofoten connu était cependant d'une robe claire, décrite comme « blanche », et cette couleur est alors estimée être celle de la majorité des poneys de cette race.

## Utilisations
Il s'agit surtout d'un poney de traction, cependant il peut aussi être monté.

## Diffusion de l'élevage
La race était propre aux côtes de la Norvège. Elle a désormais disparu.
Le dernier spécimen connu a été empaillé et est exposé au musée de Bergen.